# Wigstock: The Movie
Wigstock: The Movie é um documentário estadunidense de 1995 dirigido por Barry Shils. O filme tem como foco uma série de apresentações do festival anual de música drag Wigstock, que ocorreu no East Village de Nova York nas décadas de 1980 e 1990. Inclui apresentações de Crystal Waters, Deee-Lite, Jackie Beat, Debbie Harry, Leigh Bowery, Joey Arias, Dueling Bankheads e RuPaul.

## Trilha sonora
Um álbum da trilha sonora do filme foi lançado em 1995. Além das performances, o CD inclui comentários feitos no palco por Lady Bunny.
1. Lady Bunny - "Calling Lady Liberty"
2. Lady Miss Kier - "Touch Me with Your Sunshine"
3. Erasure - "Cold Summer's Day"
4. Crystal Waters - "100% Pure Love"
5. NYG's - "The Real Thing"
6. Lady Bunny - "Mother Nature Must Be a Drag Queen"
7. Tabboo! - "It's Natural"
8. Jackie Beat - "Kiss My Ass"
9. Lady Bunny - "Intros RuPaul"
10. RuPaul - "Monologue"
11. RuPaul - "Free to Be"
12. Billie Ray Martin - "Space Oasis"
13. Chic - "Chic Cheer"
14. Mistress Formika - "Fight for Your Right (to Be Queer)"
15. Nancy Boy - "All That Glitters (Come Out Come Out)"
16. Lady Bunny - "Lady Bunny Intros Joey Arias"
17. Joey Arias - "Them There Eyes"
18. Lady Bunny - "Speaks Out"
19. Donna Giles com David Morales - "Gimme Luv"
20. Loveland - "Hope (Never Give Up)"
21. Jon of the Pleased Wimmin - "Passion"
22. Marc Almond - "What Makes a Man a Man"
23. Deee-Lite - "Somebody"
24. Lady Bunny - "Thanks for Coming"

## Recepção
No Rotten Tomatoes, o filme tem um índice de aprovação de 77% com base em avaliações de 13 críticas.
Roger Ebert, do Chicago Sun-Times, deu 2 de 4 e escreveu: "Este filme coloca um rosto seguro e público nas pessoas que certamente não podem ser tão convencionais como parecem aqui".